# Caro (Pyrénées-Atlantiques)
Caro, plaatselijk Çaro, in het Baskich Zaro, is een gemeente in het Franse departement Pyrénées-Atlantiques (regio Nouvelle-Aquitaine) en telt 184 inwoners (2005). De plaats maakt deel uit van het arrondissement Bayonne.

## Geografie
De oppervlakte van Caro bedraagt 4,0 km², de bevolkingsdichtheid is 46,0 inwoners per km².
De onderstaande kaart toont de ligging van Caro (Pyrénées-Atlantiques) met de belangrijkste infrastructuur en aangrenzende gemeenten.

## Demografie
Onderstaande figuur toont het verloop van het inwonertal (bron: INSEE-tellingen).